# ترجمة اقتراضية
الترجمة الاقتراضية — والنُحل وتوطين المصطلح الأجنبي ويقال لها في العربية تعريب الأساليب والتعريب المعنوي — يقصد بها نقل تعبير موجود سلفا في لغة إلى لغة أخرى.

## أمثلة قديمة
- كلمة إيكوت אֵיכוּת (من إيك אֵיךְ بمعنى «كَيفَ») العبرية مترجمة العربية كيفية، وهذه كذلك من اليونانية ποιότης ‎[po͜ɪόtɛːs]‏ (بحيث ποῖος ‎[pó͜ɪ̀os]‏ تعني «ماذا، كيف»).
- الإسبانية hierba [de la] mula ‎[ˈjeɾ.βa (ðe la) ˈmu.la]‏ مترجمة العربية «عشبة البغلة».[6]
- العربية «أسد الأرض» مترجمة اليونانية χαμαιλέων ‎[kʰama͜ɪléɔːn]‏‏،[7] وكذلك «السمك الصخري» من ἰχθύς πετραῖος ‎[ikʰtʰʉː́s petraːîos]‏.‏[8]

## حواش
1. ↑  بالفرنسية calque (نسخ: كلك، نقل: ترّسُم) نسخة محفوظة 15 مارس 2020 على موقع واي باك مشين.
2. ↑  مقرر مقدمة في علم الترجمة - KSU Faculty Member websites [وصلة مكسورة] نسخة محفوظة 7 مارس 2020 على موقع واي باك مشين.
3. ↑  محمد عصفور. التَّرْجَمَةُ: طَرِيقٌ إِلى المُسْتَقْبَلِ. 2009 نسخة محفوظة 10 مارس 2016 على موقع واي باك مشين.
4. ↑  عبد القادر المغربي. تعريب الأساليب نسخة محفوظة 14 أبريل 2020 على موقع واي باك مشين.
5. ↑  أنستاس ماري. بعض اصطلاحات يونانية في اللغة العربية ونظرات فيها نسخة محفوظة 14 أبريل 2020 على موقع واي باك مشين.
6. ↑  Andreas Karbstein. (2000) p. 234
7. ↑  Andreas Karbstein. (2000) p. 113
8. ↑  Albert Dietrich. (1988) p. 215

## وصلات خارجية
(بالعربية)
- علي درويش. كيف أحبط المترجمون العرب حرب أميركا على الإرهاب الدولي.

(بالفارسية)
- فاطمه عزيزمحمدي. بررسي برخي فرآيندهاي رايج قرض‌گيري در زبان فارسي.